# Sha'ar LaMathil
Sha’ar LaMathil (en hebreo שער למתחיל, la página para el principiante), es un semanario israelí para los olim (nuevos inmigrantes) que no poseen buen dominio del hebreo y sobre todo, para aquellos olim que estudian el idioma en un ulpán, porque el semanario está escrito en un hebreo fácil de comprender y simple, con todos los niqqudot (puntos) para hacer más fácil la lectura y la correcta pronunciación del texto. El semanario circula por todo el país, y además está disponible bajo subscripción en el resto del mundo, especialmente en aquellos países con candidatos a aliá.
El semanario es editado en Tel Aviv y forma parte del grupo editorial del diario Yediot Ahronot, si bien su edición y diagramación es compartida con el Ministerio de Educación del país.